# Pantaló curt

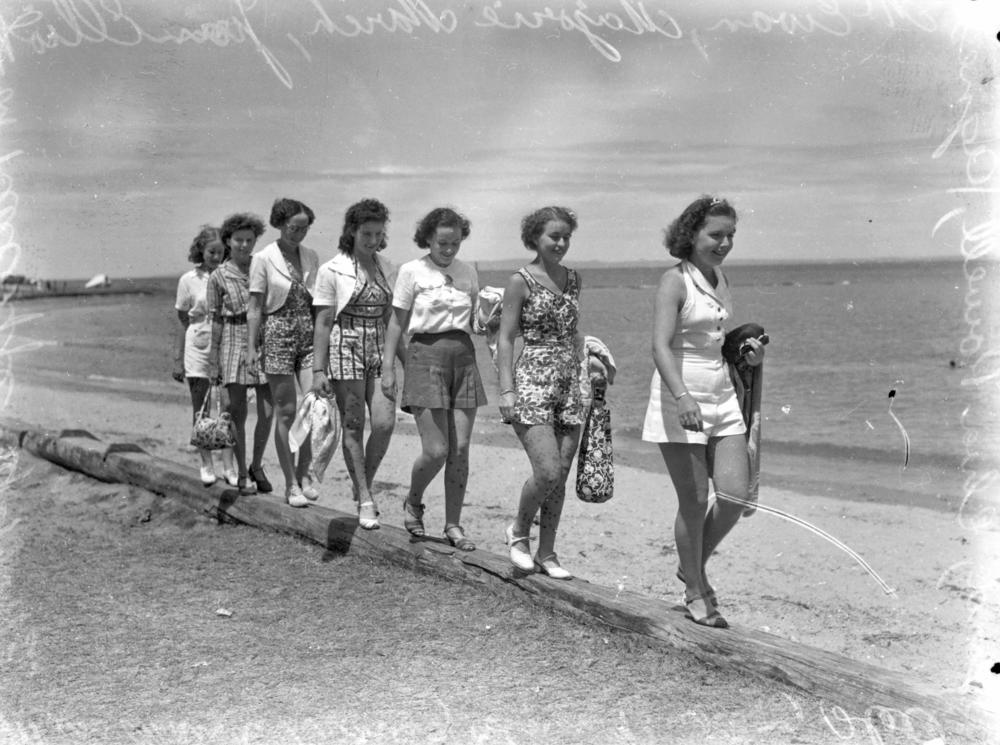
Noies a la platja amb pantalons curts (1939)

El pantaló curt (terme usat generalment en plural: pantalons curts) és un pantaló els camals del qual rematen per damunt dels genolls. Pot tractar-se d'un pantaló llarg retallat o bé d'una peça creada ja expressament amb aquesta llargada. Com a article de moda es coneix sovint per l'anglicisme short (també usat generalment en plural: shorts). En mostrar les cames, si més no del genoll avall, poden tenir connotacions eròtiques.

## Ús
Avui dia els pantalons curts són usats en nombrosos esports (futbol, bàsquet, tennis, etc., etc.), i formen part imprescindible de l'uniforme d'equips professionals. D'altra banda, a l'estiu els pantalons curts són usats sovint pel gran públic, tant homes com dones, i independentment de l'edat, com a part de la indumentària de temps lliure i de carrer. En països de clima tropical, a més a més, poden formar part d'uniformes policials.

## Tipologia
Tipus concrets de pantaló curt són:
- les bermudes, amb tall de pantaló de vestir, generalment amb pinces i gira;
- els ciclistes, arrapats;
- els microshorts, amb els camals reduïts a la mínima expressió, de manera que el pantaló tot just cobreix les natges.

Són molt populars els pantalons curts texans, sovint reutilitzats de texans llargs envellits.

## Ús folklòric
El vestit masculí tradicional de Baviera comporta un tipus peculiar de pantaló curt fet de cuir (Lederhose, 'calçó de cuir').

## Història
Durant el segle xix i fins entorn de 1970 els pantalons curts eren peça característica i privativa de la indumentària infantil masculina. En arribar a l'adolescència hom passava als pantalons llargs; els primers pantalons llargs venien a simbolitzar un ritu de traspàs com a superació de la infantesa, una mica com les primeres mitges marcaven el pas a l'adolescència entre les noies. Això ha connotat la peça durant molt de temps.

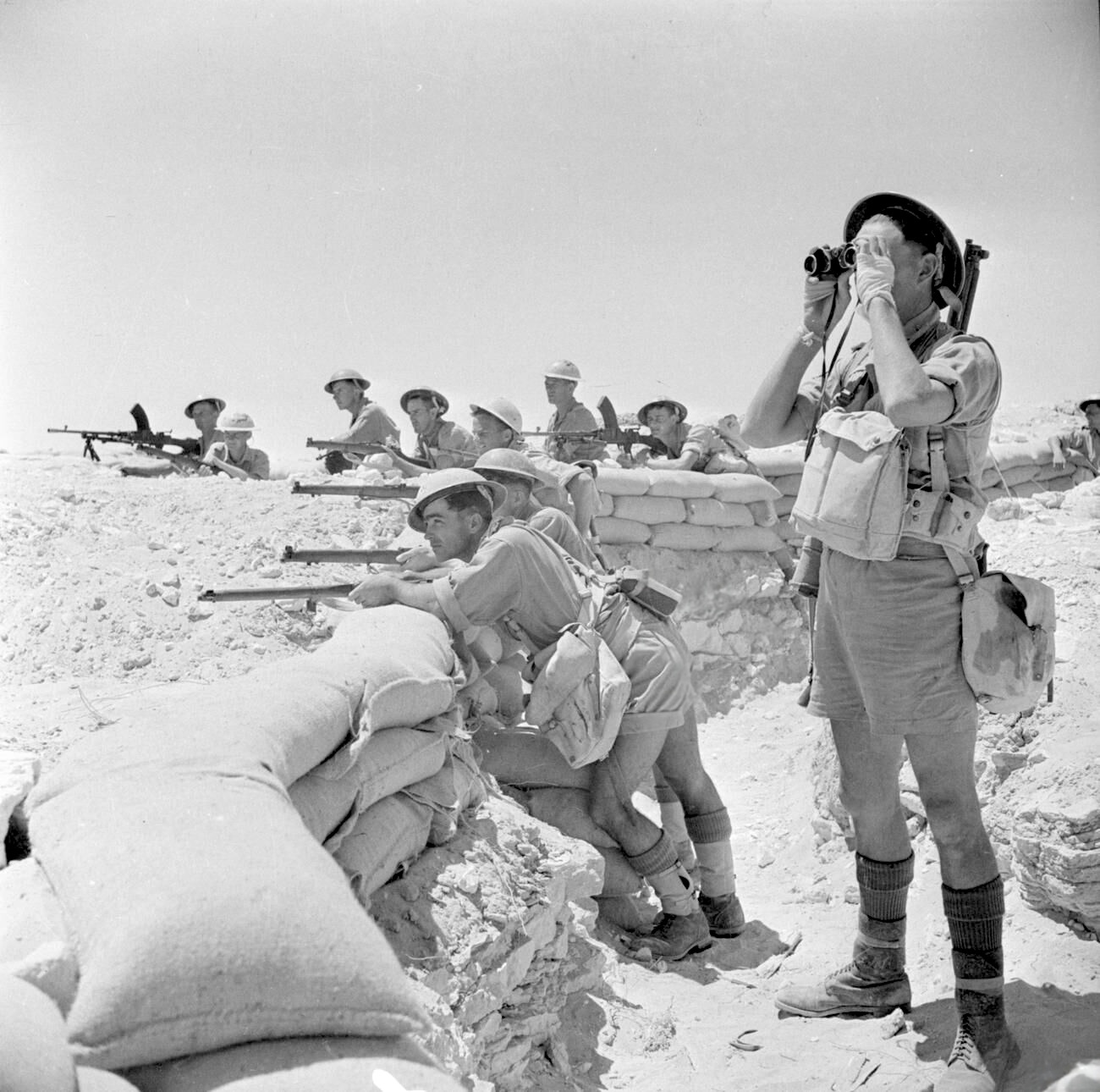
Soldats britànics amb pantalons curts durant la batalla d'El Alamein (1942)

L'ús de pantalons curts per part d'adults s'inicià, probablement, en l'uniforme militar: entorn de 1900 ja hi havia unitats colonials "indígenes" uniformades amb pantalons curts. Durant la Primera Guerra Mundial diversos exèrcits, i molt especialment el britànic, tendiren a adoptar els pantalons curts en medis tropicals i desèrtics, al principi irreglamentàriament (retallant els pantalons llargs de dotació), i més tard de manera oficial. La mesura ja s'havia generalitzat a molts exèrcits, en aquests climes, en iniciar-se la Segona Guerra Mundial.
Els pantalons curts s'introduïren en la indumentària civil adulta en la dècada de 1930, quan tant homes com dones en comencen a dur a l'estiu com a roba d'esport i de temps lliure. Emperò, fins a la dècada de 1960 no començaren a ésser acceptats com a peça de carrer, primer per a dona, més lentament per a home; la moda hippy, la revolució sexual, etc., hi feren molt, en aquest procés.
Quant al disseny, al principi els pantalons curts d'adult eren bastant amples i llargs, si bé els de dona dels anys trenta sovint resulten sorprenentment curts per a l'òptica actual. Progressivament anaren escurçant-se al pas de les modes i de la multiplicació de funcions (esport, lleure, seducció) fins a inicis dels anys vuitanta, en què la tendència s'invertí: en els primers anys del segle XXI allò que s'anomena pantalons curts, shorts o bermudes sovint arriba per sota dels genolls. L'excepció és la moda femenina adolescent, on des dels volts de 2010 es tendeix al microshort.

## El cas israelià
En els primers anys de l'Estat d'Israel, i fins a mitjans dels anys seixanta, els pantalons curts formaren part de la indumentària típica de l'israelià mitjà, conjuntament amb la camisa de màniga curta o arromangada i el kova témbel, tot plegat generalment en caqui o en blau; el conjunt constituïa, de fet, una mena d'indumentària nacional unificada (sovint amb faldilla, o vestit de tall similar, en el cas de les dones) produïda per la factoria ATA; això respongué al període de forja de la identitat nacional, en què predominaven la consciència comunitària i un cert igualitarisme social.